# Orest Subtelny
Orest Miroslavovich Subtelny (ucraïnès: О́рест Мирославович Субте́льний) fou un historiador canadenc d'origen ucraïnès. Nascut el 7 de maig del 1941 al Govern General de Cracòvia, en la Polònia ocupada pels alemanys, va obtenir el seu doctorat per la Universitat Harvard el 1973. Des de 1982 ha estat professor en els departaments d'Història i Ciències Polítiques de la Universitat de York, Toronto, Canadà.

## Educació i ensenyament
Subtelny va graduar Universitat de Temple de Filadèlfia el 1965. També va estudiar a les universitats de Viena i Hamburg. La seva Subtelny doctorat va rebre el 1973 després de defensar la seva tesi doctoral "Reluctant allies: Pilip Òrlik i les seves relacions amb el Kanat de Crimea i l'Imperi Otomà. 1708-1742 ". El seu assessor principal fou Oleksander Ohloblin.
La seva carrera docent Subtelny començar al Departament d'Història de Harvard (1973-1975), passant posteriorment al Hamilton College de Nova York (1976-1981). Des de 1982 és professor d'història i política a la Universitat de York de Toronto.

## Carrera
L'obre més important de Subtelny és el seu llibre de text general Ukraine: A History (1988), un treball sobre historiografia ucraïnesa. Durant les reformes de Mikhail Gorbatxov, el llibre va ser traduït ràpidament tant a l'ucraïnès com al rus, i va afectar el creixement de la consciència històrica i nacional d'Ucraïna durant els primers anys de la independència d'Ucraïna.
Sota la influència dels seus mentors, l'orientalista Omeljan Pritsak i l'especialista en Ivan Mazepa Oleksander Ohloblin, les primeres obres de Subtelny s'ocuparen de l'era cosaca, especialment la revolta de l'hetman Ivan Mazepa contra el tsar Pere el Gran. En aquest treball, va tractar d'evitar els extrems d'etiquetar Mazepa com un malvat traïdor a Rússia o un heroic defensor de la independència nacional d'Ucraïna i el va retratar com un típic partidari de l'autonomia local aristocràtica davant les usurpadores monarquies absolutistes del seu temps.
En la seva història d'Ucraïna, Subtelny va prendre un enfocament més tradicional, igual que els seus predecessors Mikhailo Hruixevski, Dmitro Doroixenko i Ivan Kripiakèvitx, va escriure una història nacional, sobretot la història del poble d'Ucraïna. No obstant això, a diferència d'aquests predecessors que desitjaven subratllar les aspiracions a la condició d'Estat, Subtelny va destacar l'"apatrídia". Segons la seva opinió, la modernització del país va ser patrocinada en gran part per les potències estrangeres i, per tant, no era exactament favorable per al sorgiment d'una consciència nacional ucraïnesa.

## Premis
- 1982 Premi de la "Fundació Omelian i Tatiana Antònovitx" per la monografia "The Mazepists: Ukrainian Separatism in the 18th century"
- 2001 Orde del Mèrit (3r grau)

## Obres selectes i publicacions
- The Mazepists: Ukrainian Separatism in the Early Eighteenth Century (1981).
- The Domination of Eastern Europe, Foreign Absolutism and Native Nobilities (1986)
- Ukraine: A History (1988)
- Ukrainians in North America (1991)
- "Cossacks", a The World Book Encyclopedia (1997)
- "Ukraine", a Encarta Encyclopedia (1997)
- "Ukraine: The Imperial Heritage", documents informatius de l'Oficina Canadenca d'Estudis Internacionals (1996)